# Ваздухопловна база Офат
Ваздухопловна база Офат (енгл. Offutt Air Force Base) насељено је место без административног статуса у америчкој савезној држави Небраска.

## Демографија
По попису из 2010. године број становника је 4.644, што је 4.257 (-47,8%) становника мање него 2000. године.
| Група             | 2000.         | 2010.         |
| Белци             | 6.698 (75,2%) | 3.244 (69,9%) |
| Афроамериканци    | 929 (10,4%)   | 443 (9,5%)    |
| Азијати           | 243 (2,7%)    | 102 (2,2%)    |
| Хиспаноамериканци | 657 (7,4%)    | 538 (11,6%)   |
| Укупно            | 8.901         | 4.644         |